# Comando de Aeródromo A (o) 20/XII
El Comando de Aeródromo A (o) 20/XII (Flieger-Horst-Kommandantur A (o) 20/XII) fue una unidad de la Luftwaffe durante la Segunda Guerra Mundial.

## Historia
Fue formado el 1 de abril de 1944 en Schweinfurt, a partir del Comando de Pista de Aterrizaje A 6/XIII. El 15 de junio de 1944 es renombrado como Comando de Aeródromo A (o) 36/VII.

## Comandantes
- Teniente coronel Hans Schinnerer – (1 de abril de 1944 – 15 de junio de 1944)

## Servicios
- abril de 1944 – junio de 1944: en Schweinfurt bajo el Comando de Base Aérea 2/XII.